# Панчагарх
Панчага́рх (бенг. পঞ্চগড়) — город и муниципалитет на севере Бангладеш, административный центр одноимённого округа. Муниципалитет был основан в 1985 году. Площадь города равна 11,36 км². По данным переписи 2001 года, в городе проживало 38 550 человек, из которых мужчины составляли 51,22 %, женщины — соответственно 48,78 %. Плотность населения равнялась 3393  чел. на 1 км². Уровень грамотности взрослого населения составлял 52,77 % (при среднем по Бангладеш показателе 43,1 %).